# تنجيد
النِّجادة والتنجيد، او الدُوْشَمَة كما باللهجة العراقية هي مهنة أو صناعة فرش الأثاث المنزلي، كالكساوي القماشية أو الجلدية، والنوابض (السوسَت)، إلخ. ونُجود البيت سُتوره. وممتهنها النجّاد أو المنجّد.
المُنَجِّد مهنة قديمة منتشرة في معظم البلدان العربية، ولا تخلو مدينة عربية من وجود دكاكين لمنجدين، حيث كان اللحاف هو الأداة الأهم في حياة الأسر العربية خاصة في فصل الشتاء.

## تاريخها
تعتبر من أهم المهن التي عرفت في تاريخ العرب، فقبل انتشار تكنولوجيا صناعة الوسائد والمراتب والبطانيات والفرش، لم يكن في المنزل سوى اللحاف كوسيلة للتدفئة والوقاية من برد الشتاء، وكانت هذه المهنة تدخل في مستلزمات تأسيس كل منزل جديد، فأيام زمان كان يخصص عدة أيام قبل الزفاف لكي يأتي المنجد ويقوم بتجهيز الفرش واللحف والمخدات، كما أن أغلب الناس كانوا يجددون ما لديهم من مفروشات فيستدعون المنجد إلى المنزل.
ورغم ظهور أدوات كثيرة وبأشكال متعددة ومنها اللحاف والبطانيات المصنوعة ألياً والذي لا تحتاج في صناعته إلى المنجد كونها تصنع من الفايبر وتخاط بماكينة وليس باليد كما كان اللحاف القطني، إلا أن المنجد ما زال منتشرًا في البلدان العربية وخاصة في الأرياف، وإن كان قد خسر الكثير من زبائنه بفعل هذا التطور وانتشار البطانيات ورخص سعرها.
وقد ارتبطت مهنة التنجيد بالأفراح، وكانت تجهيزات العروس لا تتم دون الفرش الذي يبدأ العروسان حياتهما المشتركة عليه وجميع الناس تتفائل به، ولأن الفرش ضروري للبيوت أيضاً كانت مهنة المنجد من المهن الضرورية التي لا غنى عنها، والتي جلبت إلى العديد من العائلات في البلدان العربية اسمائهم، فالكثير من العائلات التي عملت في هذه المهنة أصبحت كنيتها المنجد، وهو مؤشر على المكانة الاجتماعية لمهنة المنجد قديماً.

## أدوات التنجيد
لابد للمنجد من حيازة أدوات مهنته الرئيسية وهي:
1. القوس أو المِنْدَف[8] أو المِنجَدة:[8] وهو أداة خشبية مقوسة يترواح طولها من متر إلى متر ونصف مربوطة بوتر غليظ، ويصنع الوتر من الأمعاء الرفيعة للخروف، ويلزم للوتر الواحد أربعة أمعاء تشكل أربعة بتوت هي المادة الأولية للوتر ويفضل أن تكون الأمعاء لخراف بلغت الحول (سنة) من العمر.
2. مطرقة: وتسمى الجك وهي أداة خشبية قصيرة بنهاية عريضة ولها مقبض بطول 15 سم.
3. عصا مأخوذة من شجرة رمان أو خيزران أو مصنوعة من المعدن.
4. خيوط بيضاء وأبرة خياطة كبيرة والكشتبان.
5. مشرطًا حادًا.

## طريقة التنجيد
تبدأ عملية التنجيد بإحضار القطن أو الصوف للمنجد بعد غسله جيداً وتنشيفه ويقوم المنجد بالخطوات التالية:
1. يفرد القطن أوالصوف ويفكك الكتل المتلبدة عن بعضها وفصل ما به من بقايا خيوط أو شوائب، وبعدها يبدأ المنجد بعملية النفش أو التنعيم من خلال الضرب بالعصا الخيزران عدة مرات ويقلب لإتمام عملية التفكيك وفرز الرمال والشوائب منه، ثم يكوم في كومات صغيرة بانتظار عملية الندف، وحديثاً ظهرت ألات كهربائية خاصة للنفش والتنعيم.[9]
2. يجلس المنجد قبالة كوم القطن تاركاً مساحة لنثر القطن المندوف، وتبدأ العملية بضبط الوتر عن طريق إصبع الدوزان حيث يشد الوتر ويضرب عليه بالمدقة، والمنجد الخبير يتعامل مع قوسه كما يتعامل الموسيقى مع أوتار آلته، يلامس الوتر كومة القطن في الثلث الأول منه، ويضرب بالمدقة عند المنتصف أو بداية الثلث الأخير فيصدر نغمة عريضة مكتومة. تلتف ألياف القطن على الوتر، يرفع القوس إلى الهواء ويدق المدقة الثابتة فينثر الوتر حمولته بعيداً على شكل خيوط مفككة رهيفة، ويصدر صوفاً حاداً وقوياً. وبهذه الآلية المتكررة يقوم المنجد بسحب الكومة محولاً اياها إلى كومة كبيرة مفككة. وبين الحين والحين يتوقف المنجد لتنتطيف الوتر مما علق به من التيلات القطنية الصغيرة والتي تؤثر على تردد الوتر ونغمته، ويدرك المنجد ذلك من تغير النغمة وقلة ما يجذبه من قطن من الكومة الأساسي، ويقال عن هذه الحالة أن الوتر «ثقل وبربط».
3. بعد تجهيز الصوف يقوم المنجد بملئ القماش المفصّل والمحاك مسبقاً حسب الطلب سواء أكان مخدة أو لحاف أو غيرها ثم يقوم بخياطتها ويضيف عليها نقشات للتزيين.[10]

وعادةً يحتاج تنجيد اللحاف إلى طبقتين من القماش، طبقة سفلية ويفضل استخدام القماش الخام القطني الأبيض اللون، والطبقة العلوية تكون من الساتان الملون، وهناك عدة ألوان منها الأصفر والأزرق والتفاحي والزهري وغيرها من الألوان، والساتان أنواع متعددة منها الساتان الحرير وهو الأفضل والأطول عمراً، والساتان الممزوج بخيوط البوليستر وهو أرخص وأقل جودة، والزبون هو الذي يختار ويشتري نوعية القماش المستخدم حسب إمكاناته المادية.
وبالنسبة للفرش يستخدم القماش حسب نوعها، إذا كانت الفرشة مخصصة لتمد على الأرض تنجد بقماش خام أبيض، ويخاط لها كيس قماشي ملون يغلفها بالكامل لحمايتها والحفاظ على نظافتها، ويمكن فكه بسهولة وغسله كلما اتسخ وإعادة تغليف الفرشة به، أما الفرشة المخصصة للسرير يمكن استخدام القماش القطني الأبيض أو الملون حسب طلب الزبون، ولا تحتاج إلى كيس قماشي لتغليفها.

## المعدات واللوازم

### الأدوات المستخدمة
- طبشور (طبشور خاص بالخياطة
- نظارة واقية
- آلة الخياطة
- ميتدة
- مقص
- مكبس
- Staple knocker
- Upholstery hammer
- إبرة الخياطة
- Upholstery regulator
- Webbing stretcher

### المواد المستخدمة
- الأزرار
- مكبس
- مسمار (أحجام مختلفة)
- زمام منزلق

### المهارات اللازمة
- القَطْع
- الخياطة